# San Felipe (Guanajuato)
San Felipe – miasto w Meksyku, w stanie Guanajuato.